# Time's Up (album)
Pour les articles homonymes, voir Time's Up.
Albums de Buzzcocks
Another Music In a Different Kitchen
(1978)
Time's Up présente les premiers enregistrements du groupe Buzzcocks, sortis en 1977 sous forme de pirate. Il sort de façon officielle en 1991 chez Document Records, puis en 2000 sur Mute Records. 
Certaines de ces chansons sont déjà parues en single ou sur l'EP Spiral Scratch.

## Titres
1. You Tear Me Up
2. Breakdown
3. Friends of Mine
4. Orgasm Addict
5. Boredom
6. Time's Up
7. Lester Sands (Drop in the Ocean)
8. Love Battery
9. I Can't Control Myself [a, Troggs]
10. I Love You, You Big Dummy [b, Captain Beefheart]
11. Don't Mess Me 'Round

## Source
- (en) Discographie des Buzzcocks